# Cryptoplax propior
Cryptoplax propior är en blötdjursart som beskrevs av Is. och Iw. Taki 1930. Cryptoplax propior ingår i släktet Cryptoplax och familjen Cryptoplacidae. Inga underarter finns listade i Catalogue of Life.